# ذكير
ذكير واحدة من قرى الحافة الشرقية لمنطقة اللجاة على الطريق العام دمشق – السويداء، تبعد 58كم عن دمشق و42 كم عن السويداء و25 كم عن مدينة شهبا. وترتفع عن عن سطح البحر حوالي 730 متراً، وتتبع حالياً لناحية الصورة الصغيرة، وتقع مع مجموعة من البلدات والقرى الأخرى قرب وادٍ يدعى وادي اللوا. تعتبر ذكير واحدة من المواقع الأثرية الهامة في محافظة السويداء سكنها الأنباط منذ القرن الأول ق.م حيث بنوا فيها معبداً للإله بعل شامين (ربّ السماوات) والذي يعود تاريخ بنائه إلى القرن الثاني الميلادي، وبنوا فيها العديد من المنازل بالحجر البازلتي وزخرفوها بالعناصر المعمارية البديعة والنقوش الجميلة مثل السواكف الحاملة لزخارف نباتية وهندسية وكتابية. كذلك تمّ إغلاق منافذها بالأبواب والنوافذ الحجرية المكونة غالباً من درفة أو درفتين، وبعض تلك المنازل كان مكوناً من طابقين ودرجها يقع خلف الباب مباشرة، كما تتضمّن باحة داخلية تنتظم غرف المنزل حولها، ومن أمثلة المساكن الجميلة مسكنان لكل منهما باحة مجهزة برواق محمول على أعمدة، وقد تم سقفه ببلاطات حجرية بازلتية طويلة تدعى بـ(الربد)، وقد تمّ تحويل المعبد المكرّس للإله بعل شامين إلى كنيسة خلال العصر البيزنطي، كما تحتوي على العديد من الأبراج الدفاعية، وقد تمّ حفر بعض الآبار وتعبئتها بمياه الأمطار الجارية في وادي اللوا، كذلك أنشأت الأقنية التي تحمل مياه الوادي إلى برك القرية. فيتم جمع المياه واستخدامها بعد توقف الأمطار أواخر الربيع. نلاحظ في جنوب البلدة أن هناك بقايا مدفن كبير وهام، يتضمن في داخله قوساً، وفيه عدد من المعازب المخصصة للدفن، ويعود تاريخ بنائه إلى بدايات القرن الثاني الميلادي (عهد الولاية العربية)، وهناك العديد من القبور المنقوشة ضمن الصخور والتي لاتزال محفوظة في الجهة الشمالية من البلدة.

## استكشاف الموقع
في مطلع القرن التاسع عشر (1812) ذكرت بلدة ذاكير ضمن مؤلفات الرحالة المستكشف ج.ل. بركهاردت في كتابه: (أسفار في سورية والأرض المقدسة)، حيث وقد ورد فيه حول ذاكير مايلي: (بعد مسيرة نصف ساعة من قرية خلخلة توجد أطلال قرية ذاكير في اللجاة، وهي تتوجّه نحو الشرق، فإذا توجهت بنظرك إلى تل شيحان تجد في الجنوب الشرقي بلدة الصورة الصغيرة).
وخلال منتصف القرن التاسع عشر كتب قنصل بروسيا (ألمانيا) بدمشق ي. ج. فيتزشتاين مؤلفه (رحلة إلى حوران والجولان 1860). قال فيه: ثمة معبد وحيد يمكن أن يكون من زمن السلوقيين (المقصود من العهد النبطي)، يقوم في الجهة الشرقية من لحف اللجاة، ويفصله وادي اللوا عن بلدة ذاكير، وعناصره الجميلة منتشرة في القرية كلها، ويقول معلقاً على كتابة يونانية مكتشفة هناك وتحمل الرّقم (157): قرية ذاكير على الطرف الشرقي من اللجاة، وفي الجهة الشرقية من وادي اللوا أطلال معبد جميل قديم، وكذلك فإن المسجد المهجور مشيد بحجارة معاد استعمالها. (ي. ج. فيتزشتاين ص61)، كما نشر العالم اللغوي و. هـ. وادنغتون بعض المكتشفات الكتابية اليونانية في ذاكير، وقال تعقيباً على كتابة تحمل رقم (2537): كانت ذاكير بلدة هامة، وترى فيها أطلال معبد في الجهة الشرقية ولكن المكان مقفر. (و.هـ. وادنغتون، الكتابات اليونانية واللاتينية في سورية). وفي أواخر القرن التاسع عشر كتب ب.م. سيجورنيه مقالة ذكر فيها مايلي: (إن ذاكير قرية مأهولة كانت فيما مضى هامة جداً، وفيها الآن عدة أوابد ذات شأن مازالت قائمة، وزخارف حسنة النحت، وقد لفت انتباهي افريز رائع وبلاطة كبيرة عليها ثلاثة تماثيل نصفية من مستوى راق لكن الوجوه مشوهة) –المجلة التوراتية 1898، ص287- وفي 7أيار عام1898، مرّ الباحثان الألمانيان برونوف ودوماسزيفشكي ببلدة ذاكير وسجلا أنه في شرقها يوجد معبد صغير، وفي شمالها بناءٌ بقوس، وعليه كتابة يونانية ترجمتها بالعربية: (عقباي بن قاسط رئيس القرية) –الولاية العربية 1909، ص179- وفي بيت يقع وسط القرية هناك نص آخر باليونانية يتضمن اسم عيلم بن مالك من أسرة بونيتوس، وقد تشرف مع أفراداً أسرته بدفع مبلغ من المال لبناء بازيليك، وكتابة أخرى موجودة في باحة ذلك البيت تذكر أفراد من الأسرة نفسها ممن ساهموا في بناء جناح البازيليك وقسمها العلوي، وفي نص آخر متواجد ضمن المعبد الصغير الواقع شرقي البلدة تقول ترجمته أن عيلم بن رب إيل وأشقاؤه الذين أتوا معه قدموا هذا العمود.